# Chinoxaline
Chinoxaline is een heterocyclische verbinding opgebouwd uit een benzeenring en een pyrazinering.
Een chinoxaline is bij uitbreiding elke organische verbinding met deze ringstructuur. Chinoxalines zijn fijnchemicaliën die onder andere gebruikt worden in verfstoffen, geneesmiddelen, antibiotica en elektrische/fotochemische materialen.

## Synthese
Chinoxalines kunnen gevormd worden door de condensatiereactie van een aryl-diamine en een 1,2-dicarbonylverbinding. Voor chinoxaline zelf zijn dit respectievelijk 1,2-diaminobenzeen (ortho-fenyleendiamine) en glyoxaal.
Een ander voorbeeld is de reactie van benzil met 1,2-diaminobenzeen tot 2,3-difenylchinoxaline:
De katalysator die hier gebruikt wordt, is IBX (2-joodoxybenzoëzuur) en het oplosmiddel is azijnzuur.